# Бовше
Бовше (словен. Bovše) је насељено место у општини Војник, Савињска регија, Словенија.

## Историја
До територијалне реорганизације у Словенији било је у саставу старе општине Цеље.

## Становништво
У попису становништва из 2011. године, Бовше је имало 110 становника.
| Број становника према пописима | Број становника према пописима | Број становника према пописима |
| ------------------------------ | ------------------------------ | ------------------------------ |
| 1991                           | 2002                           | 2011                           |
| 80                             | 103                            | 110                            |